# Josef Philipp Herr

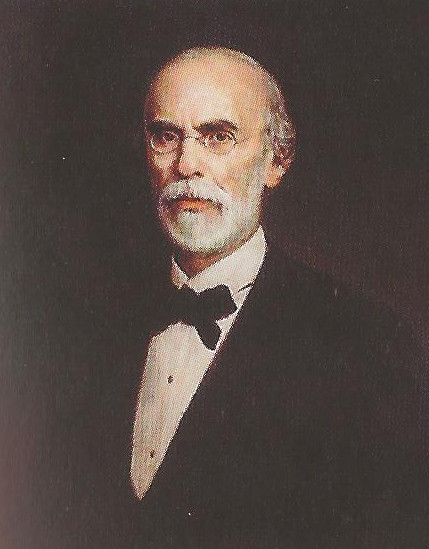
Joseph Philipp Herr, Gemälde von Wenzel Ottokar Noltsch (1880)

Josef Philipp Herr, auch Josef Phillip Herr und Joseph Herr, (* 18. November 1819 in Wien; † 30. September 1884 in Hinterbrühl) war ein österreichischer Geodät, Astronom, Hochschullehrer und erster gewählter Rektor des k.k. Polytechnischen Instituts, der heutigen Technischen Universität Wien.

## Leben
Josef Philipp Herr betrieb zunächst philosophische, später juristische Studien an der Universität Wien sowie ein Studium am k.k. Polytechnischen Institut. 1845 promovierte er an der Universität Wien zum Dr. phil. Anschließend war er bei der Ungarischen Central-Eisenbahn und im Österreichischen Handelsministerium tätig.
Im Jahr 1850 wurde er Assistent für praktische Geometrie bei Simon Stampfer am k.k. Polytechnischen Institut. 1852 wurde er ordentlicher Professor 
der höheren Mathematik und der praktischen Geometrie am damaligen Joanneum in Graz, 1856 erfolgte die Berufung als ordentlicher Professor an das Polytechnische Institut in Wien. 1866 wurde er ordentlicher Professor für Sphärische Astronomie und Höhere Geodäsie und stand damit der ersten Speziallehrkanzel für Erdmessung in Europa vor. Mit dem Studienjahr 1866/67 trat ein neues Organisationsstatut in Kraft, am 3. November 1866 wurde Josef Philipp Herr vom Professorenkollegium zum ersten Rektor des Polytechnischen  Instituts gewählt. Bis dahin wurde die Anstalt von einem von der Regierung ernannten Direktor geleitet. Zu seinen Assistenten zählten unter anderem Gustav Niessl von Mayendorf, Wilhelm Tinter und Anton Schell.
Von 1858 bis 1867 war er Redakteur der Zeitschrift des Österreichischen Ingenieur- und Architektenvereins, von 1866 bis 1869 war er Gemeinderat in Wien. Herr war Mitglied der Wasserversorgungskommission, die mit der Planung der I. Wiener Hochquellenleitung betraut war. Außerdem war er Initiator der österreichischen Gradmessungskommission, deren Präsident er 1879 wurde und Mitglied der Kommission für mitteleuropäische Gradmessung.
1871 war er als Mitglied einer Fachkommission an der Ausarbeitung der Maß- und Gewichtsordnung beteiligt mit der in Österreich das metrische System eingeführt wurde. Herr war erster Direktor der Normal-Eichungs-Kommission in Wien. Als Mitglied des Comité International des Poids et Mésures war er an der Gründung der Meterkonvention 1875 und des Internationalen Büros für Maß und Gewicht in Sèvres bei Paris beteiligt. 
1870 wurde er zum Regierungsrat ernannt, 1872 wurde er Ministerialrat.

## Publikationen (Auswahl)
- 1865: gemeinsam mit Simon Stampfer, Logarithmische-Trigonometrische Tafeln, 7. Aufl. bearbeitet und verbessert
- 1869, 1872, 1877: gemeinsam mit Simon Stampfer, Theoretische-praktische Anleitung zum Nivellieren, 6., 7. und 8. Aufl.
- 1877/78: Lehrbuch der höheren Mathematik, 2 Bände, 1857–64, 3. Auflage
- 1870: Über das Verhältnis des Bergkristall-Kilogramms, welches das Urgewicht in Österreich bilden soll, zum Kilogramm des k. Archivs zu Paris
- 1873: Anleitung zum Gebrauch des Stampferschen Visierstabes zur Bestimmung des Rauminhaltes von Fässern
- 1887 (posthum): Lehrbuch der sphärischen Astronomie in ihrer Anwendung aus geographische Ortsbestimmung, nach dessen Tod von Wilhelm Tinter vollendet, Seidel & Sohn, Wien 1923, 2. Auflage